# Planina (gmina Ivančna Gorica)
Planina – wieś w Słowenii, w gminie Ivančna Gorica. W 2018 roku liczyła 4 mieszkańców.